# Meuse
För floden med samma namn, se Meuse (flod).
Meuse är ett franskt departement i regionen Grand Est. I den tidigare regionindelningen som gällde fram till 2015 tillhörde Meuse regionen Lorraine. Huvudort är Bar-le-Duc. Departementet har fått sitt namn efter floden Meuse. 